# Ефект Ломоносова

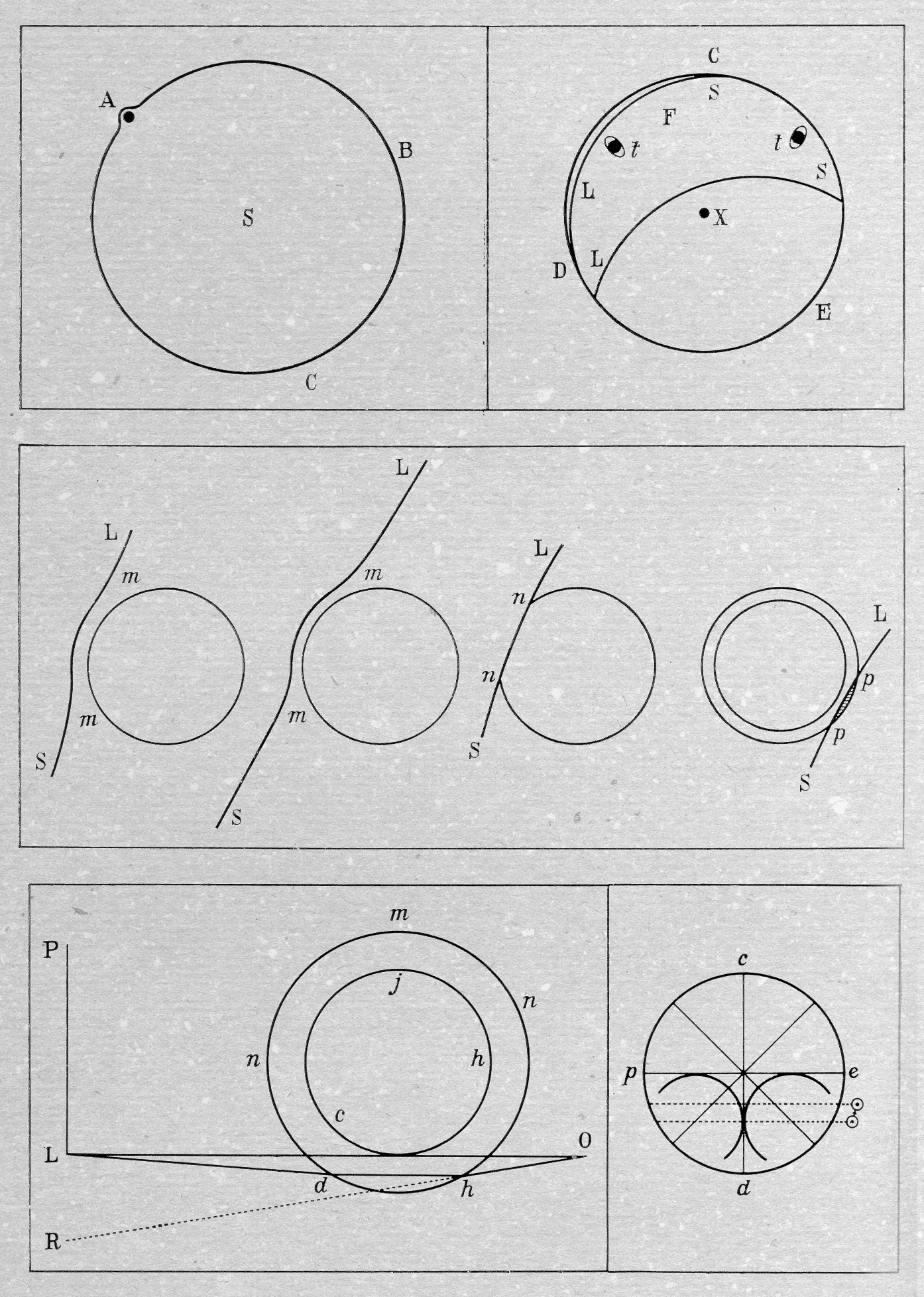
Рисунок 1761 року, виконаний Михайлом Ломоносовим в його науковій праці з відкриття атмосфери Венери

Ефект Ломоносова — оптичний ефект, що виникає при проходженні Венери по диску Сонця, й свідчить про наявність у неї атмосфери. Має вигляд тонкого ореола, який світиться навколо силуету Венери.
Явище виникає внаслідок заломлення сонячного світла у верхніх шарах атмосфери Венери. Воно спостерігається незадовго до так званого другого і через деякий час після третього контакту.

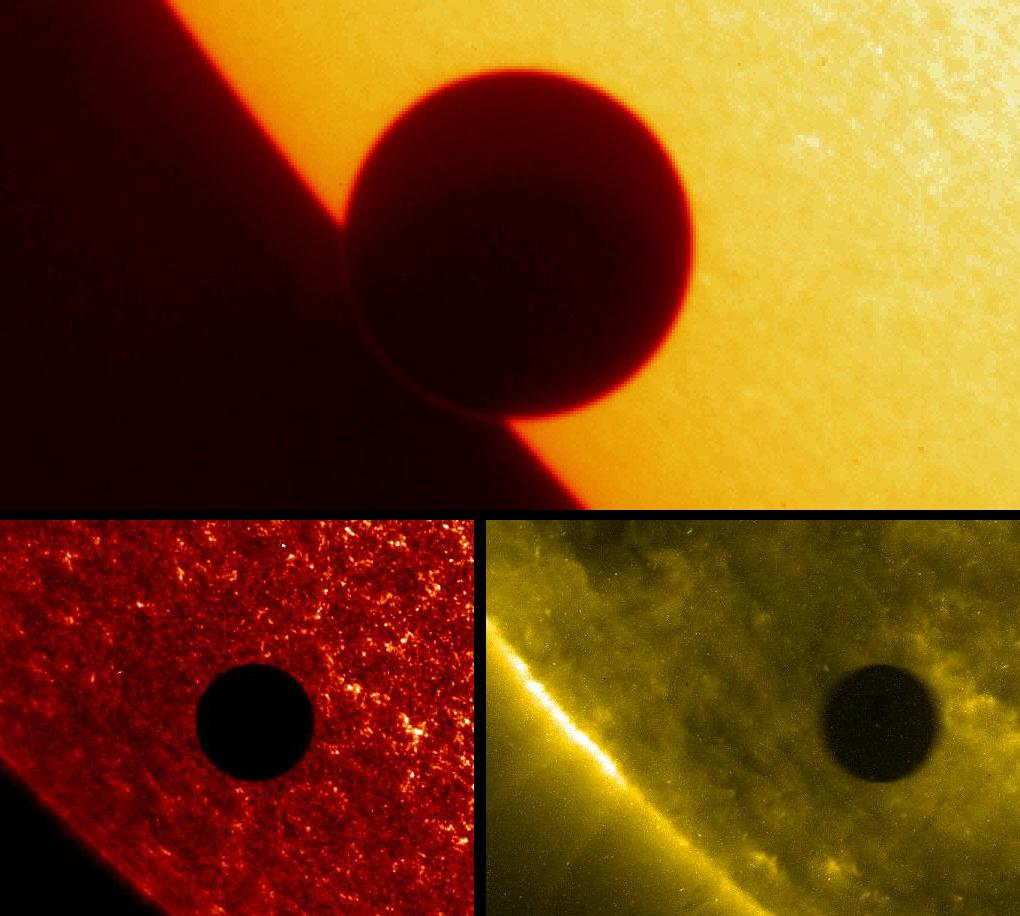
Коли Венера рухається перед сонячним диском, її атмосферу, яка просвічується сонячним світлом ззаду, можна розглядати як вузьке кільце поза сонячним диском (верхня картинка).

Відкриття ефекту приписують Михайлу Ломоносову. Він стверджував, що спостерігав ефект під час проходження Венери по диску Сонця 6 червня (26 травня за юліанським календарем) 1761 року. Однак останні дослідження кажуть про те, що він, найпевніше, лише неправильно витлумачив оптичні явища, які були результатом якості телескопів того часу.
Дане явище спостерігається тільки у Венери, а не в Меркурія, оскільки у нього немає атмосфери.